# Phanerotoma straminea
Phanerotoma straminea är en stekelart som beskrevs av Henry Lorenz Viereck 1913. Phanerotoma straminea ingår i släktet Phanerotoma och familjen bracksteklar. Inga underarter finns listade i Catalogue of Life.